# Leoluca Orlando
Leoluca Orlando (Palermo, 1947. augusztus 1. –) egy olasz politikus, jogász, egyetemi docens, Palermo polgármestere. Országos politikai ismertséget az 1990-es évek elején szerezte meg, amikor kilépve a kereszténydemokratáktól megalapította A Hálózat nevű maffiaellenes mozgalmat.

## Élete

### Fiatalkora
Középiskolai tanulmányait a palermói Istituto Gonzaga klasszikus gimnáziumban folytatta, majd a Heidelbergi Egyetem jogi karán folytatta egyetemi tanulmányait és Angliában is. Az egyetem után ügyvédjelöltként és később ügyvédként dolgozott. 1980-as években egyetemi oktató volt a Palermói Egyetemen, ahol közigazgatási jogi ismereteket oktatott.

### Politikai karrierje
Politikai karrierje a Kereszténydemokrata Párt baloldali szárnyában kezdődött. 1976-ban Piersanti Mattarella – Sergio Mattarella későbbi köztársasági elnök testvére – jogtanácsosa lett, majd Piersanti Mattarella elnöksége alatt, 1978 és 1980 között Szicília Regionális Tanácsában jogtanácsos volt, majd 1980-ban az önkormányzati választáson Palermo városi képviselőnek választották meg. Mattarella regionális elnöksége miatt, elérték, hogy a maffia uralta regionális kormányzattól elvegyék a költségvetési jogkört és visszaadják városi hatáskörbe. Valamint bevezették, hogy a szigeten is ugyanazok az építési szabályok legyenek, mint Olaszország többi részen. Emiatt a maffia érdekeltségébe tartozó építkezések meghiúsultak. Emiatt a maffia bosszúból megölte Piersanti Mattarellát. 1984-ben a regionális törvényhozás képviselője lett.

### Első polgármesteri ciklus
1985-ben az önkormányzati választás után Palermo önkormányzati képviselő-testülete őt választotta meg polgármesternek. Orlando mögött az akkori ötpárti koalíció: kereszténydemokrata-szocialista-szociáldemokrata-republikánus-librális szövetség volt. Polgármestersége alatt számos fenyegetést kapott a maffiától, maffiaellenes politikája miatt. Ezt az időszakot "Palermo tavaszának" szokták jellemezni, hisz Orlando vezetésének célja, hogy Palermo maffialeszámolások miatti rossz hírén javítsanak.

### A Hálózat és Margaréta
Orlando 1991-ben kilépett a kereszténydemokrata pártból, majd megalakította a Hálózat nevű maffiaellenes pártot, amibe volt kommunista politikusok is beléptek. Ennek a pártnak a vezetőjeként nyerte meg 1993-ban a helyhatósági választást, ami után ismét Palermo polgármestere, ezúttal közvetlenül megválasztva.
A Hálózat csatlakozott 1999-ben a Romano Prodi által alapított Demokraták pártba, ami később Margaréta néven létezett tovább.

### Újraválasztott polgármesterként
2012-ben az önkormányzati választást ismét megnyerte a második fordulóban 72%-kal, amivel ismét Palermo polgármestere lett. Ez utóbbi polgármestersége alatt számos hazai és nemzetközi elismerést kapott, amiért a városvezetése jelentős turisztikai fejlesztéseket hajtott végre: 2015-ben UNESCO világörökségi listára került Palermo, Az arab–normann Palermo, valamint Cefalù és Monreale székesegyházai a város arab-normann öröksége miatt. Jelentős fejlesztések indultak a közösségi közlekedésben: kiépült 4 villamosvonal, Palermo belvárosában számos utca, sétálóövezetté vált.